# 14.ª etapa de la Vuelta a España 2018
La 14.ª etapa de la Vuelta a España 2018 tuvo lugar el 8 de septiembre de 2018 entre Cistierna y Las Praderas de Nava sobre un recorrido de 171 km y fue ganada por el ciclista británico Simon Yates del equipo Mitchelton-Scott, quien recobró el liderado de la Vuelta.

## Clasificación de la etapa
| \| Clasificación de la etapa \| Clasificación de la etapa \| Clasificación de la etapa \| Clasificación de la etapa \| Clasificación de la etapa \| \| Ciclista \| Ciclista \| Equipo \| Tiempo \| \| \| ------------------------- \| ------------------------- \| ------------------------- \| ------------------------- \| ------------------------- \| \| 1.º \| Simon Yates \| Mitchelton-Scott \| 4 h 19 min 27 s \| \| \| 2.º \| Miguel Ángel López \| Astana \| + 2 s \| \| \| 3.º \| Alejandro Valverde \| Movistar Team \| + 2 s \| \| \| 4.º \| Thibaut Pinot \| Groupama-FDJ \| + 5 s \| \| \| 5.º \| Nairo Quintana \| Movistar Team \| + 7 s \| \| \| 6.º \| Steven Kruijswijk \| LottoNL-Jumbo \| + 11 s \| \| \| 7.º \| Enric Mas \| Quick-Step Floors \| + 19 s \| \| \| 8.º \| Rigoberto Urán \| EF Education First-Drapac \| + 27 s \| \| \| 9.º \| Ion Izagirre \| Bahrain-Merida \| + 37 s \| \| \| 10.º \| Fabio Aru \| UAE Team Emirates \| + 39 s \| \| |                    |                           |                 |
| |                    |                           |                 |
| Fuente: ProCyclingStats |                    |                           |                 |
| Clasificación de la etapa |                    |                           |                 |
| Ciclista | Ciclista           | Equipo                    | Tiempo          |
| 1.º | Simon Yates        | Mitchelton-Scott          | 4 h 19 min 27 s |
| 2.º | Miguel Ángel López | Astana                    | + 2 s           |
| 3.º | Alejandro Valverde | Movistar Team             | + 2 s           |
| 4.º | Thibaut Pinot      | Groupama-FDJ              | + 5 s           |
| 5.º | Nairo Quintana     | Movistar Team             | + 7 s           |
| 6.º | Steven Kruijswijk  | LottoNL-Jumbo             | + 11 s          |
| 7.º | Enric Mas          | Quick-Step Floors         | + 19 s          |
| 8.º | Rigoberto Urán     | EF Education First-Drapac | + 27 s          |
| 9.º | Ion Izagirre       | Bahrain-Merida            | + 37 s          |
| 10.º | Fabio Aru          | UAE Team Emirates         | + 39 s          |

## Clasificaciones al final de la etapa

### Clasificación general
| \| Clasificación general \| Clasificación general \| Clasificación general \| Clasificación general \| Clasificación general \| \| Ciclista \| Ciclista \| Equipo \| Tiempo \| \| \| --------------------- \| --------------------- \| ------------------------- \| --------------------- \| --------------------- \| \| 1.º \| Simon Yates \| Mitchelton-Scott \| 59 h 11 min 18 s \| \| \| 2.º \| Alejandro Valverde \| Movistar Team \| + 20 s \| \| \| 3.º \| Nairo Quintana \| Movistar Team \| + 25 s \| \| \| 4.º \| Miguel Ángel López \| Astana \| + 47 s \| \| \| 5.º \| Steven Kruijswijk \| LottoNL-Jumbo \| + 1 min 23 s \| \| \| 6.º \| Rigoberto Urán \| EF Education First-Drapac \| + 1 min 28 s \| \| \| 7.º \| Ion Izagirre \| Bahrain-Merida \| + 1 min 40 s \| \| \| 8.º \| Enric Mas \| Quick-Step Floors \| + 1 min 47 s \| \| \| 9.º \| Tony Gallopin \| AG2R La Mondiale \| + 1 min 55 s \| \| \| 10.º \| Emanuel Buchmann \| Bora-Hansgrohe \| + 2 min 08 s \| \| |                    |                           |                  |
| |                    |                           |                  |
| Fuente: ProCyclingStats |                    |                           |                  |
| Clasificación general |                    |                           |                  |
| Ciclista | Ciclista           | Equipo                    | Tiempo           |
| 1.º | Simon Yates        | Mitchelton-Scott          | 59 h 11 min 18 s |
| 2.º | Alejandro Valverde | Movistar Team             | + 20 s           |
| 3.º | Nairo Quintana     | Movistar Team             | + 25 s           |
| 4.º | Miguel Ángel López | Astana                    | + 47 s           |
| 5.º | Steven Kruijswijk  | LottoNL-Jumbo             | + 1 min 23 s     |
| 6.º | Rigoberto Urán     | EF Education First-Drapac | + 1 min 28 s     |
| 7.º | Ion Izagirre       | Bahrain-Merida            | + 1 min 40 s     |
| 8.º | Enric Mas          | Quick-Step Floors         | + 1 min 47 s     |
| 9.º | Tony Gallopin      | AG2R La Mondiale          | + 1 min 55 s     |
| 10.º | Emanuel Buchmann   | Bora-Hansgrohe            | + 2 min 08 s     |

### Clasificación por puntos
| Clasificación por puntos | Clasificación por puntos | Clasificación por puntos | Clasificación por puntos | Clasificación por puntos |
| Ciclista                 | Ciclista                 | Equipo                   | Puntos                   |                          |
| ------------------------ | ------------------------ | ------------------------ | ------------------------ | ------------------------ |
| 1.º                      | Alejandro Valverde       | Movistar Team            | 101 pts                  |                          |
| 2.º                      | Peter Sagan              | Bora-Hansgrohe           | 83 pts                   |                          |
| 3.º                      | Benjamin King            | Dimension Data           | 68 pts                   |                          |
| 4.º                      | Dylan Teuns              | BMC Racing Team          | 68 pts                   |                          |
| 5.º                      | Elia Viviani             | Quick-Step Floors        | 66 pts                   |                          |
| 6.º                      | Danny van Poppel         | LottoNL-Jumbo            | 56 pts                   |                          |
| 7.º                      | Michał Kwiatkowski       | Team Sky                 | 54 pts                   |                          |
| 8.º                      | Alessandro De Marchi     | BMC Racing Team          | 53 pts                   |                          |
| 9.º                      | Giacomo Nizzolo          | Trek-Segafredo           | 53 pts                   |                          |
| 10.º                     | Miguel Ángel López       | Astana                   | 51 pts                   |                          |

### Clasificación de la montaña
| Clasificación de la montaña | Clasificación de la montaña  | Clasificación de la montaña | Clasificación de la montaña | Clasificación de la montaña |
| Ciclista                    | Ciclista                     | Equipo                      | Puntos                      |                             |
| --------------------------- | ---------------------------- | --------------------------- | --------------------------- | --------------------------- |
| 1.º                         | Luis Ángel Maté              | Cofidis, Solutions Crédits  | 64 pts                      |                             |
| 2.º                         | Thomas de Gendt              | Lotto-Soudal                | 54 pts                      |                             |
| 3.º                         | Benjamin King                | Dimension Data              | 40 pts                      |                             |
| 4.º                         | Bauke Mollema                | Trek-Segafredo              | 34 pts                      |                             |
| 5.º                         | Pierre Rolland               | EF Education First-Drapac   | 26 pts                      |                             |
| 6.º                         | Michał Kwiatkowski           | Team Sky                    | 15 pts                      |                             |
| 7.º                         | Simon Yates                  | Mitchelton-Scott            | 12 pts                      |                             |
| 8.º                         | Óscar Rodríguez Garaicoechea | Euskadi-Murias              | 12 pts                      |                             |
| 9.º                         | Alejandro Valverde           | Movistar Team               | 10 pts                      |                             |
| 10.º                        | Miguel Ángel López           | Astana                      | 10 pts                      |                             |

### Clasificación de la combinada
| Clasificación de la combinada | Clasificación de la combinada | Clasificación de la combinada | Clasificación de la combinada | Clasificación de la combinada |
| Ciclista                      | Ciclista                      | Equipo                        | Puntos                        |                               |
| ----------------------------- | ----------------------------- | ----------------------------- | ----------------------------- | ----------------------------- |
| 1.º                           | Alejandro Valverde            | Movistar Team                 | 12 pts                        |                               |
| 2.º                           | Simon Yates                   | Mitchelton-Scott              | 19 pts                        |                               |
| 3.º                           | Miguel Ángel López            | Astana                        | 24 pts                        |                               |
| 4.º                           | Michał Kwiatkowski            | Team Sky                      | 33 pts                        |                               |
| 5.º                           | Benjamin King                 | Dimension Data                | 33 pts                        |                               |
| 6.º                           | Nairo Quintana                | Movistar Team                 | 39 pts                        |                               |
| 7.º                           | Bauke Mollema                 | Trek-Segafredo                | 50 pts                        |                               |
| 8.º                           | Rafał Majka                   | Bora-Hansgrohe                | 54 pts                        |                               |
| 9.º                           | Dylan Teuns                   | BMC Racing Team               | 55 pts                        |                               |
| 10.º                          | Thibaut Pinot                 | Groupama-FDJ                  | 61 pts                        |                               |

### Clasificación por equipos
| Clasificación por equipos | Clasificación por equipos                | Clasificación por equipos | Clasificación por equipos |
| Equipo                    | Equipo                                   | Tiempo                    |                           |
| ------------------------- | ---------------------------------------- | ------------------------- | ------------------------- |
| 1.º                       | Bahrain-Merida                           | 177 h 31 min 32 s         |                           |
| 2.º                       | Movistar Team                            | + 6 min 42 s              |                           |
| 3.º                       | Bora-Hansgrohe                           | + 20 min 43 s             |                           |
| 4.º                       | Lotto NL-Jumbo                           | + 26 min 36 s             |                           |
| 5.º                       | Sky                                      | + 28 min 00 s             |                           |
| 6.º                       | Dimension Data                           | + 33 min 48 s             |                           |
| 7.º                       | AG2R La Mondiale                         | + 35 min 07 s             |                           |
| 8.º                       | EF Education First-Drapac p/b Cannondale | + 35 min 57 s             |                           |
| 9.º                       | Astana                                   | + 42 min 19 s             |                           |
| 10.º                      | Euskadi Basque Country-Murias            | + 53 min 24 s             |                           |

## Abandonos
- Dylan van Baarle, no toma la salida debido a una caída tras la finalización de la 12.ª etapa.[2]
- Pavel Sivakov, abandono durante la etapa tras no acabar de recuperarse de una caída días atrás.[2]